# 罗韦雷多因皮亚诺
罗韦雷多因皮亚诺（義大利語：Roveredo in Piano），是意大利波代诺内省的一个市镇。总面积15平方公里，人口5638人，人口密度375.9人/平方公里（2009年）。ISTAT代码为093036。